# Karl George
Karl Curtis George (St. Louis, 6 april 1913 - 1978) was een Amerikaanse jazz-trompettist.
George speelde bij de McKinney's Cotton Pickers en Cecil Lee. Later in de jaren dertig was hij lid van het Jeter-Pillars Orchestra, de band van Teddy Wilson (1939-1940) en het orkest van Lionel Hampton (1941/1942). Na zijn diensttijd vertrok hij naar Californië, waar hij achtereenvolgens actief was bij Stan Kenton (1943), Benny Carter (1944), Count Basie (1945) en Happy Johnson (1946). Rond 1946 maakte hij voor het platenlabel Melodisc opnames met een octet, waarin onder meer Freddie Green, Buddy Tate, J.J. Johnson en Lucky Thompson speelden. Het leidde tot de singles "Baby, It's Up to You" en "Grand Slam". In die jaren speelde hij ook mee op opnames van bijvoorbeeld Anita O'Day, Lester Young, Duke Henderson, Buck Clayton, Dexter Gordon, het octet van Charles Mingus (mei 1946), Slim Gaillard, Oscar Pettiford en Dinah Washington met Lucky Thompson mee. Eind jaren veertig trok George zich om gezondheidsredenen terug uit de muziek.  